# Personlig hygien

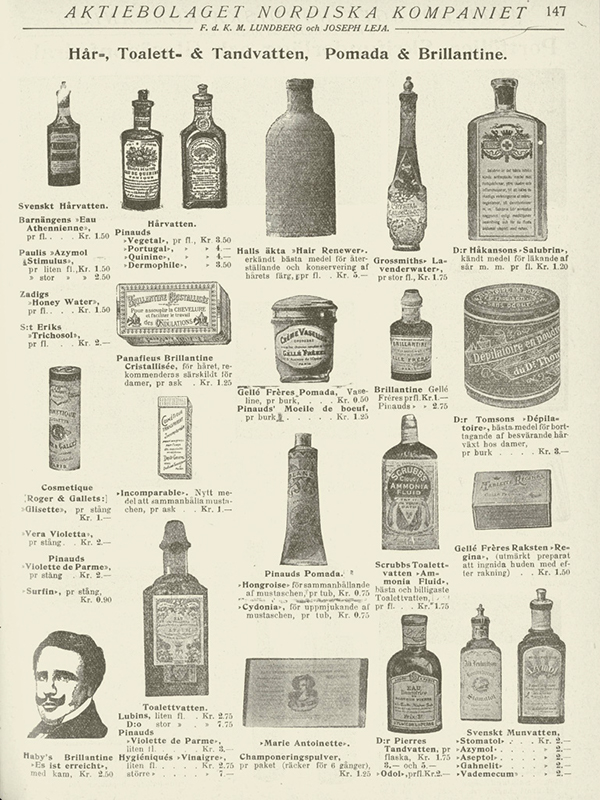
Nordiska Kompaniets reklam för hår-, toalett- & tandvatten, pomada & brilliantine, 1905/1906.

Personlig hygien är ett samlat begrepp för olika metoder vars gemensamma syfte är att hålla människokroppen ren från smittämnen, skadliga kemikalier och smuts. Några viktiga moment är tvagning i bad eller dusch, handhygien och tandborstning. Att använda lämpliga kläder är också en del av den personliga hygienen; vid matlagning och hushållsarbete bör exempelvis förkläde användas.

## Händer
Enligt västerländska etikettregler bör händer tvättas efter toalettbesök, smutsiga sysslor (exempelvis trädgårdsarbete, reparationsarbete, bakning och sysslor där händerna kan komma i direktkontakt med kemikalier eller kroppsvätskor), arbete i offentliga miljöer och före måltid och matlagning. Till handtvätt använder man tvål och vatten; möjligen desinfektionssprit avslutningsvis. För att förhindra uttorkning kan man använda hudkräm. Smycken och armbandsur kan av hygieniska skäl avlägsnas när man tvättar händerna. Händerna bör tvättas före och efter ett besök på en sjukhusavdelning.

## Tand- och munhygien
Hygienen i mun och tänder sköts vanligen med tandborste och tandkräm. Andra redskap och metoder är tungskrapa, tandtråd, xylitoltuggummi, munvatten och fluorsköljning. Vanliga åkommor är karies och tandsten.

## Basala hygienrutiner inom vården
I Sverige gäller att "basala hygienrutiner ska tillämpas av all vårdpersonal vid undersökning, vård och behandling eller annan direktkontakt med patienter överallt där vård och omsorg bedrivs. Detta oberoende av vårdgivare och vårdform och om det finns en känd smitta eller inte". (SOSFS 2007:19)
Basala hygienrutiner omfattar regler om handhygien, skyddshandskar och skyddskläder, arbetskläder, hår och skägg samt smycken och bandage på händer.
- Handhygien: Kontaktsmitta via händer är den vanligaste smittvägen inom all vård. Handdesinfektion utförs för att avdöda mikroorganismer och därmed bryta smittvägar. Huddesinfektion av händerna med alkoholbaserat handdesinfektionsmedel eller annat medel med motsvarande verkan. Armbandsur, smycken och bandage får inte bäras.[3]

- Skyddshandskar:  Vid risk för kontakt med kroppsvätskor som blod eller kräkningar används skyddshandskar. Handskarna är för engångsbruk och sprider smitta om de blir förorenade. Händer ska desinfekteras före och efter handskar används. [2]

- Skyddskläder: I vården ska kläderna ha korta ärmar så att personalen kan tillämpa riktig handhygien. Kläderna ska kunna tvättas i 60°.[4]

- Hår och skägg: Om hår eller skägg är långt ska det fästas upp. I vissa fall måste all personal bära hårskydd, till exempel vid operationer.[4]